# Hanne Malmberg
Hanne Malmberg (* 19. November 1964 in Upernavik, Grönland) ist eine ehemalige dänische Radsportlerin.
Hanne Malmberg wurde als Tochter dänischer Eltern im grönländischen Upernavik geboren und zog im Alter von drei Monaten mit ihrer Familie nach Dänemark. Sie belegte bei den Olympischen Sommerspielen 1992 in der Einerverfolgung den vierten Platz. Zwei Jahre später wurde sie dänische Meisterin in derselben Disziplin.
Sie ist verheiratet mit dem ehemaligen Radsportler Kim Gunnar Svendsen. Der gemeinsame Sohn ist der Radsportler Matias Malmberg.